# El Guasmo

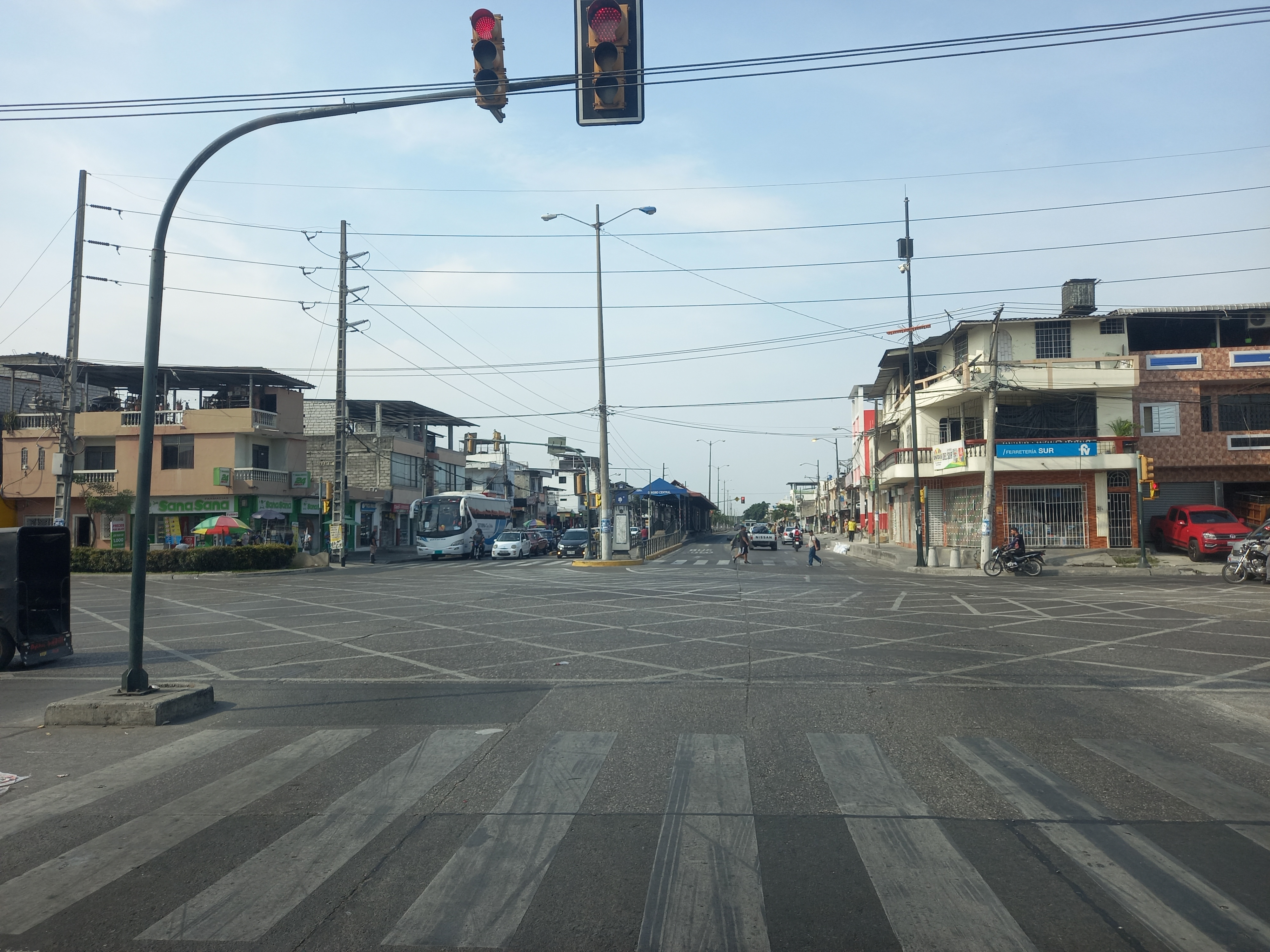
Calles de El Guasmo.

El Guasmo, actualmente considerado como Urbanizaciones del Guasmo, es la unión de barrios que ocupa gran parte del sur de Guayaquil, Ecuador y cuya extensión es de 19.761.287 metros cuadrados. Está ubicado en la parroquia Ximena. Se estima que en el sector viven cerca de 500.000 habitantes.

## Subsectores
- Río Guayas
- Floresta
- Los Esteros
- Guasmo Oeste (Fertisa, Ciudadela Nueve de Octubre, Santa Mónica, Viernes Santo)
- Guasmo Este (Stella Maris, La Péndola, Reina del Quinche, Florida Sur, Miami Beach, Los Cidros)
- Guasmo Central (Hogar para Pobres, Carlos Castro 1 y 2, 12 de septiembre)
- Guasmo Sur
- Unión de Bananeros

## Etimología
El nombre de la localidad se debe a la abundancia de guasmos, un tipo de árboles tropicales que existieron allí en un comienzo, antes de ser talados en favor de la población e industria local.

## Historia
Originalmente, una gran hacienda perteneciente a la familia guayaquileña de los Parra Velasco, ocupó toda la zona. La viuda del dueño de esta la vendió en 1915 al acaudalado Juan Xavier Marcos Aguirre. A partir de 1948, empezaron a establecerse asentamientos informales de inmigrantes campesinos.

## Características

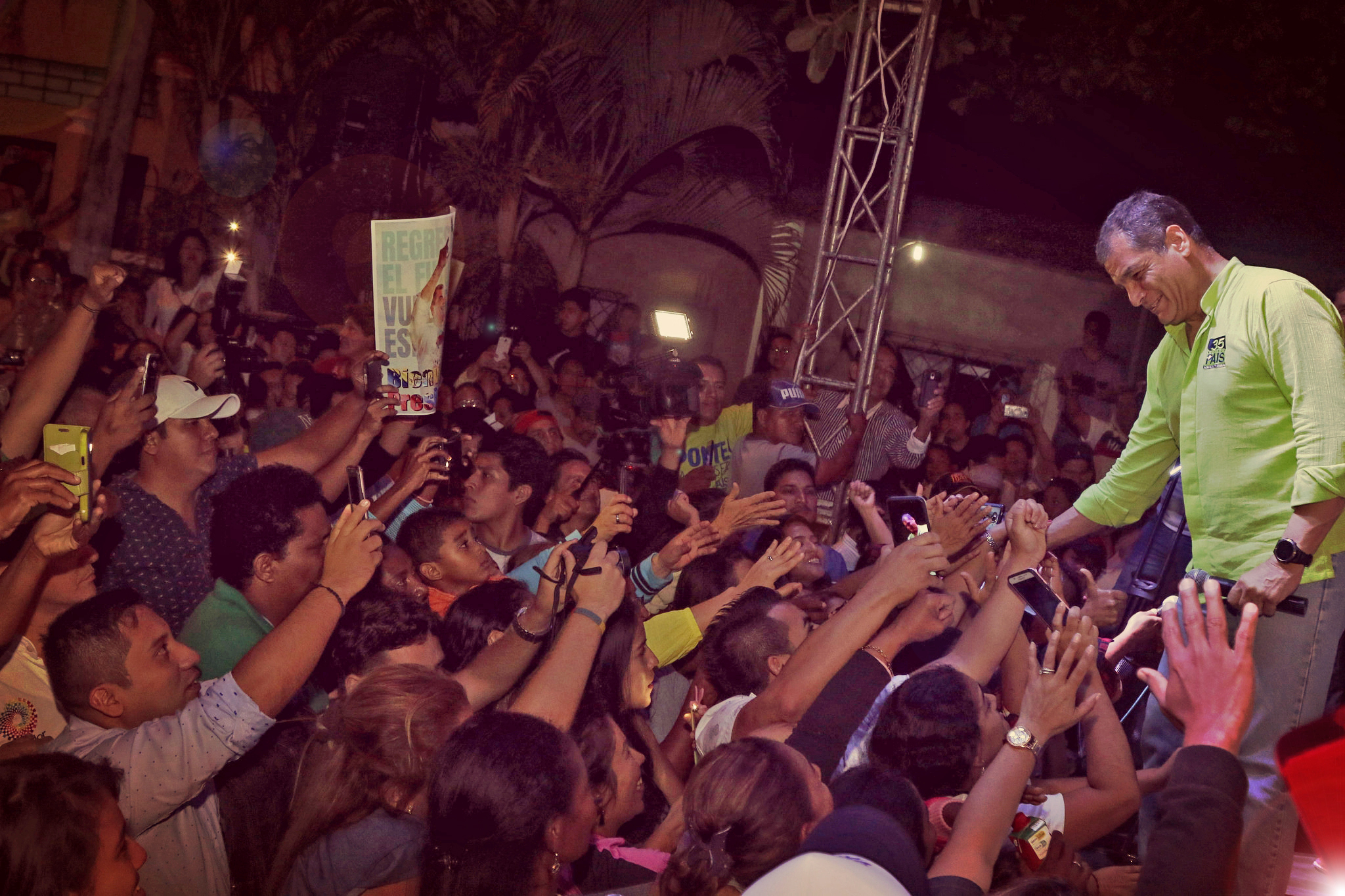
El expresidente de Ecuador, Rafael Correa durante un evento político en El Guasmo, en 2017.

- Guayaquil era el único centro urbano de real crecimiento económico del país en aquel entonces. Además, ha sido el lugar de acogida para la emigración masiva de campesinos que viven en injustas condiciones sociales.[3]
- El suelo de la hacienda se inundaba con suma facilidad en los inviernos lluviosos del trópico y se secaba demasiado en el verano, esto sumado la salinidad hídrica llevaba a una escasa productividad agroganadera.
- La rivera adyacente del río Guayas y la abundancia de maderas útiles en aquel terreno favorecía a la industria de ebanistería local, en auge en aquel entonces debido al negocio próspero de la astillería y al deseo de reconstruir de inmediato la ciudad que fue arrasada por un gran incendio en 1897; las edificaciones eran aún de madera en todo el litoral ecuatoriano.
- Gran parte de la inmigración hacia la ciudad procedió de la sierra, de donde surgían la gran mayoría de ebanistas de ese entonces.
- Sin embargo, no fue hasta 1964 que la zona empezó a ser habitada masivamente, convirtiéndose en pocas décadas en el sector más extenso y densamente poblado del sur de Guayaquil.

## Epidemia de Dengue
En el Guasmo Sur, la ministra de Salud junto a habitantes del sector recorrieron varias viviendas de la localidad con el fin de identificar posibles criaderos del mosquito reproductor del Dengue (Aedes Aegypti).